# Daniel Bachmann Andersen
Daniel Bachmann Andersen (født 1. juni 1990 i Hammel) er en dansk dressurrytter. Han er gift med den norske dressurrytter Tiril Bachmann Andersen og sammen har de tre børn.
Daniel Bachmann Andersen begyndte at ride som 7-årig i hjembyen Hammel. Men som 10 årig blev interessen for alvor vakt, da han mødte den tidligere OL-rytter Morten Thomsen, der netop havde været til OL i Sydney. Morten Thomsen er berider og i de næste 6 år kom Daniel Bachmann Andersen dagligt i hans stalde og begyndte også at starte Mortens heste i konkurrencer.
Morten Thomsen hjalp Daniel Bachmann Andersen til Tyskland som 16 årig som berider-lærling hos den danske landstræner Rudolf Zeilinger. Det blev til 6 år i Tyskland inden Daniel Bachmann Andersen kunne flytte tilbage til Danmark med eksamensbevis og sin kæreste Tiril.
I juni 2019 blev Daniel Bachmann Andersen for første gang Danmarksmester i dressur på  hesten Blue Hors Zack. 2 måneder senere i august 2019 var Daniel Bachmann Andersen på det danske hold, der sluttede på 5. pladsen ved EM 2019 i Rotterdam og samtidig kvalificerede Danmark til OL i Tokyo. Daniel Bachmann Andersen var i sommeren 2019 placeret som bedste danske rytter som nummer 8 på verdensranglisten.
Han blev udtaget til OL 2024 i Paris, hvor han red på hesten Vayron. Her stillede han først op i holdkonkurrencen sammen med Cathrine Laudrup-Dufour og Nanna Skodborg Merrald, og de kvalificerede sig til finalen som næstbedste nation. I finalen scorede danskerne 235.669 %, hvilket indbragte en dansk sølvmedalje efter Tyskland, der scorede 235,790 %, mens Storbritannien blev nummer tre med 232,492 %. Sammen med de to øvrige danskere kvalificerede han sig også til den individuelle finale i freestyle. Her scorede Bachmann Andersen og Vayron 84.850 %, hvilket indbragte en syvendeplads.